# Бригідув
Бригідув (пол. Brygidów) — село в Польщі, у гміні Красоцин Влощовського повіту Свентокшиського воєводства.
Населення — 200 осіб (2011).
У 1975—1998 роках село належало до Келецького воєводства.

## Демографія
Демографічна структура на день 31 березня 2011 року:
|          | Загалом | Допрацездатний вік | Працездатний вік | Постпрацездатний вік |
| -------- | ------- | ------------------ | ---------------- | -------------------- |
| Чоловіки | 103     | 27                 | 64               | 12                   |
| Жінки    | 97      | 22                 | 53               | 22                   |
| Разом    | 200     | 49                 | 117              | 34                   |